# Micro Kid's Multimédia
 (août 2025).
Si vous disposez d'ouvrages ou d'articles de référence ou si vous connaissez des sites web de qualité traitant du thème abordé ici, merci de compléter l'article en donnant les références utiles à sa vérifiabilité et en les liant à la section « Notes et références ».
Micro Kid's Multimédia est un magazine spécialisé dans le jeu vidéo dont le premier numéro est sorti en décembre 1994. Ce fut le pendant magazine de l'émission télévisée Micro Kid's,.
Il avait pour rédacteur en chef Jean-Michel Blottière et comme secrétaire général de rédaction Sylvain Bonnet Passemar.